# Liste der Nummer-eins-Hits in Schweden
Die Nummer-eins-Hits der Musikbranche in Schweden werden wöchentlich ermittelt. Als Maßstab gelten die Verkaufszahlen der Singles.
Die Liste ist nach Jahren aufgeteilt.